# Comté de Clear Hills
Le comté de Clear Hills (anglais : Clear Hills County) est un district municipal situé dans la province d'Alberta, au Canada.

## Démographie
| 2011  | 2016  |
| ----- | ----- |
| 2 801 | 3 023 |

## Communautés et localités
Villages
- Hines Creek

Hameaux
- Cleardale
- Worsley

Localités
- Bear Canyon
- Cherry Point
- Clear Prairie
- Deer Hill
- Eureka River
- Marina
- Peace Grove
- Royce
- Doig